# Guilherme Cobbo
Guilherme Henrique Cobbo (Uraí, 1º ottobre 1987) è un altista brasiliano.

## Biografia
Cobbo ha partecipato alle prime competizioni internazionali a partire dal 2004, riscontrando successo soprattutto in ambito continentale, per poi esordire in ambito mondiale ai Mondiali juniores in Cina del 2006. Con la nazionale seniores ha conquistato medaglie soprattutto in manifestazioni che hanno coinvolto il continente sudamericano, come due medaglie d'argento consecutive nel 2011 e nel 2013 ai Campionati sudamericani. Cobbo ha vinto il suo unico oro internazionale ai Giochi della Lusofonia in Portogallo nel 2009, manifestazione in cui vinse un bronzo nel 2006 a Macao. Inoltre, ha preso parte all'edizione dei Giochi olimpici di Londra 2012, senza guadagnarsi un posto in finale.

## Palmarès
| Anno | Manifestazione             | Sede           | Evento        | Risultato | Prestazione | Note |
| ---- | -------------------------- | -------------- | ------------- | --------- | ----------- | ---- |
| 2004 | Sudamericani U18           | Guayaquil      | Salto in alto | 6º        | 1,80 m      |      |
| 2005 | Panamericani U20           | Windsor        | Salto in alto | Bronzo    | 2,15 m      |      |
| 2005 | Sudamericani U20           | San Paolo      | Salto in alto | Argento   | 2,09 m      |      |
| 2006 | Mondiali U20               | Pechino        | Salto in alto | 15º (q)   | 2,14 m      |      |
| 2006 | Giochi della Lusofonia     | Macao          | Salto in alto | Bronzo    | 2,10 m      |      |
| 2006 | Sudamericani U23           | Buenos Aires   | Salto in alto | 5º        | 2,08 m      |      |
| 2008 | Sudamericani U23           | Lima           | Salto in alto | Argento   | 2,14 m      |      |
| 2009 | Giochi della Lusofonia     | Lisbona        | Salto in alto | Oro       | 2,16 m      |      |
| 2010 | Campionati ibero-americani | San Fernando   | Salto in alto | 4º        | 2,15 m      |      |
| 2011 | Sudamericani               | Buenos Aires   | Salto in alto | Argento   | 2,20 m      |      |
| 2012 | Campionati ibero-americani | Barquisimeto   | Salto in alto | Argento   | 2,25 m      |      |
| 2012 | Giochi olimpici            | Londra         | Salto in alto | 16º (q)   | 2,21 m      |      |
| 2013 | Sudamericani               | Cartagena      | Salto in alto | Argento   | 2,19 m      |      |
| 2014 | Campionati ibero-americani | San Paolo      | Salto in alto | Bronzo    | 2,24 m      |      |
| 2016 | Campionati ibero-americani | Rio de Janeiro | Salto in alto | Argento   | 2,23 m      |      |